# Cédric Doumbè
Cédric Doumbè, né le 30 août 1992 à Douala (Cameroun), est un pratiquant franco-camerounais d'arts martiaux mixtes (MMA) et précédemment kick-boxeur. Il combat actuellement dans la catégorie des poids mi-moyens au Professional Fighters League (PFL).
Avant de débarquer dans le monde du MMA, Cédric Doumbè s'est forgé une carrière dans le kick-boxing. Dans cette discipline, il est réputé pour avoir une très bonne force de frappe dans les poings. Son bilan est de 75 victoires (dont 45 par KO), 6 Défaites, et un match nul. Durant sa carrière de 8 ans dans l'organisation du "Glory", il a obtenu 7 fois la ceinture de champion du monde des poids welters (- de 75 kg).

## Carrière

### Carrière en kick-boxing
Inspiré par Rick Roufus, Roy Jones Jr., Mike Tyson et Mohamed Ali durant son enfance, Cédric Doumbè commence dans un premier temps le kick-boxing.
Cédric Doumbè boxe dans la catégorie des poids mi-moyens et est notamment connu pour ses victoires contre Murthel Groenhart et Nieky Holzken. Il a également fait l'objet d'une défaite controversée contre la sensation chinoise du kick-boxing Fang Bian.
Le 1er juillet 2017, il est classé meilleur kick-boxeur du monde dans la catégorie des poids mi-moyens par Combat Press.

#### Glory
Le 25 mars 2017, Cédric Doumbè défend victorieusement son titre du Glory en poids mi-moyens lors du Glory 39 à Bruxelles, en Belgique, où il bat le Suisse Yoann Kongolo par décision unanime.

#### Titres
- 7 × Glory World Welterweight Champion (2016-2017, 2019-).
- WAKO World Middleweight Champion (2016).
- WKA World Middleweight Champion (2014).
- WKA European Middleweight Champion (2013).

### Carrière en arts martiaux mixtes

#### Superkombat Fighting Championship (2022)
Après avoir amorcé une transition de plusieurs années vers les arts martiaux mixtes (MMA), Cédric Doumbè effectue son premier combat professionnel le 1er novembre 2021 face au Russe Arbi Emievet à Dubaï, aux Émirats arabes unis. Il remporte le combat par KO technique lors de la première reprise,.

#### MMA GP (2022-2023)
Managé par Abdel Khaznadji, fondateur du MMA Grand Prix, il bat successivement les Français Phruethukorn Chaichongcharden et Florent Burillon, puis le Polonais Paweł Klimas.
Le 9 juillet 2022, il affronte le Français Phruethukorn Chaichongcharden à Paris et remporte le combat par KO technique lors de la deuxième reprise.
Le 17 décembre 2022, il affronte Florent Burillon à Bordeaux et s'impose par KO lors de la première reprise,,.
Le 4 mars 2023, Doumbè affronte le Polonais Paweł Klimas à Paris. Il gagne le combat par KO technique lors de la deuxième reprise,,.

#### Professional Fighters League (depuis 2023)
Le 30 septembre 2023, Doumbè affronte Jordan Zébo à Paris  et remporte le combat par KO au bout de seulement 9 secondes,,.
Le 18 janvier 2024, Cédric Doumbè signe officiellement pour un combat contre Baïssangour Chamsoudinov, après plusieurs mois de rumeurs sur un potentiel combat en raison de plusieurs clashs et menaces échangés sur les réseaux sociaux,,. Le combat a eu lieu le 7 mars à l'Accor Arena. Face à l'engouement que suscite l'évènement, la totalité des billets mis en vente sur Internet sont très rapidement vendus et la rencontre est disputée à guichets fermés,. Le 7 mars 2024, il affronte Baïssangour Chamsoudinov à Paris, en France, et perd le combat par KO technique,,. Alors que les deux combattants se battent dans la troisième reprise, Cédric Doumbè signale à l'arbitre Marc Goddard qu'une écharde est présente dans son gros orteil du pied gauche, l'empêchant de combattre normalement. L'arbitre lui dit alors de continuer le combat. Il fait remarquer le problème à son adversaire et s'adresse une nouvelle fois à l'arbitre. Ce dernier décide alors d'arrêter le combat,. Après que Cédric Doumbè ait appelé à « mêler l'arbitre » et l'ait accusé d'avoir commis une grave erreur en interview d'après match, l'arbitre explique qu'il a dit quatre fois à Cédric Doumbè de continuer le combat, mais qu'il ne l'a pas écouté et a continué de se plaindre. Un combattant ne peut pas prendre de temps mort sans que l'arbitre ne constate quelque chose d'anormal (comme un coup dans la coquille, un doigt dans l'œil...), néanmoins, la présence d'une écharde de bois sur le ring est un élément extérieur. À la suite de cette défaite, il annonce vouloir faire appel à la décision. Consécutivement à l'affrontement, les deux hommes espèrent qu'un nouveau combat se réorganisera.
Le 17 mai 2024, il affronte l'Américain Jaleel Willis à Paris et remporte le combat par KO technique lors de la première reprise,,. Après son combat, l'Américain Anthony Pettis est venu le défier dans le but de l’affronter prochainement à Paris,.

## Engagements

### Lutte contre les violences faites aux femmes
En 2020, l'athlète participe à un clip de sensibilisation en faveur de La Maison des femmes, un établissement dédié à l'accompagnement des femmes qui ont été victimes de violences. À la suite de sa victoire contre Jordan Zébo lors du PFL Paris, Cédric Doumbè prend la parole en public pour accuser son ancien entraîneur de la MMA Factory, Fernand Lopez, d'avoir commis des actes de violence conjugale. Dans une interview accordée au Parisien, l'entraîneur admet ces faits et reconnaît avoir été condamné à quatre mois de prison avec sursis, en 2018,.

## Télé-réalité
Cédric Doumbè participe à la première saison du jeu The Circle France sur Netflix, sorti le 9 avril 2020.

## Télévision
2025 : LOL : qui rit, sort ! : participant saison 5 (émission, Prime Vidéo)

## Vie privée
Il se convertit à l'islam, abandonnant sa foi catholique.

## Palmarès en kick-boxing
| 75 Victoires (45 (T) KO), 7 Défaites, 1 égalité, No Contest \| Date \| Résultat \| Adversaire \| Evènement \| Lieu \| méthode \| Round \| Temps \| \| ---------------------------------------------------------------------- \| -------- \| ------------------------ \| ------------------------------------------------ \| ------------------------------ \| ---------------------- \| ----- \| ----- \| \| 30 janvier 2021 \| Victoire \| Murthel Groenhart \| Glory 77 \| Pays-Bas \| KO \| 2 \| \| \| Conserve le Glory Welterweight Championship. \| \| \| \| \| \| \| \| \| 19 décembre 2020 \| Victoire \| Karim Ghajji \| Glory 76 \| Pays-Bas \| KO \| 3 \| \| \| Conserve le Glory Welterweight Championship. \| \| \| \| \| \| \| \| \| 22 juin 2019 \| Victoire \| Alim Nabiev \| Glory 66: Paris \| Paris, France \| KO(Right Cross) \| 2 \| 2:48 \| \| Conserve le Glory Welterweight Championship. \| \| \| \| \| \| \| \| \| 9 mars 2019 \| Victoire \| Harut Grigorian \| Glory 64: Strasbourg \| Strasbourg, France \| TKO (3 Knockdowns) \| 2 \| 2:59 \| \| Remporte le Glory Welterweight Championship. \| \| \| \| \| \| \| \| \| 20 octobre 2018 \| Victoire \| Jimmy Vienot \| Glory 60: Lyon \| Lyon \| décision (unanime) \| 3 \| 3:00 \| \| 20 juillet 2018 \| Victoire \| Alan Scheinson \| Glory 55: New York \| New York \| TKO (Referee Stoppage) \| 2 \| 1:38 \| \| 12 mai 2018 \| Victoire \| Thongchai Sitsongpeenong \| Glory 53: Lille \| Lille, France \| KO (Overhand Right) \| 1 \| 0:33 \| \| 3 mars 2018 \| Défaite \| Alim Nabiev \| Glory 51: Rotterdam \| Rotterdam, Pays-Bas \| décision \| 3 \| 3:00 \| \| 28 octobre 2017 \| Victoire \| Yohan Lidon \| Glory 47: Lyon \| Lyon, France \| décision (unanime) \| 3 \| 3:00 \| \| 26 août 2017 \| Défaite \| Murthel Groenhart \| Glory 44: Chicago \| Hoffman Estates, Illinois, USA \| décision \| 5 \| 3:00 \| \| Perd le Glory Welterweight Championship. \| \| \| \| \| \| \| \| \| 10 juin 2017 \| Victoire \| Nieky Holzken \| Glory 42: Paris \| Paris, France \| décision \| 5 \| 3:00 \| \| Conserve le Glory Welterweight Championship. \| \| \| \| \| \| \| \| \| 25 mars 2017 \| Victoire \| Yoann Kongolo \| Glory 39: Brussels \| Bruxelles, Belgique \| décision (unanime) \| 5 \| 3:00 \| \| Conserve le Glory Welterweight Championship. \| \| \| \| \| \| \| \| \| 10 décembre 2016 \| Victoire \| Nieky Holzken \| Glory: Collision \| Oberhausen, Allemagne \| décision \| 5 \| 3:00 \| \| Gagne le Glory Welterweight Championship. \| \| \| \| \| \| \| \| \| 13 octobre 2016 \| Victoire \| Vedat Hoduk \| Partouche Kickboxing Tour 2016 - Final \| France \| KO \| 3 \| \| \| Gagne le A1 WGP Final Tournament Champion -75,0 kg. \| \| \| \| \| \| \| \| \| 13 octobre 2016 \| Victoire \| Said Zahdi \| Partouche Kickboxing Tour 2016 - Final \| France \| décision \| 3 \| 3:00 \| \| 6 août 2016 \| Victoire \| Chen Yawei \| Glory of Heroes 4 \| Changzhi, China \| TKO (Right Hook) \| 1 \| 3:00 \| \| 24 juin 2016 \| Victoire \| Ljubo Jalovi \| Monte Carlo Fighting Masters series \| Maroc \| décision \| 5 \| 3:00 \| \| Gagne le WAKO Pro World K-1 Rules Middleweight Title -75,0 kg. \| \| \| \| \| \| \| \| \| 27 mai 2016 \| Victoire \| Maseh Nuristani \| Prize Fighter \| Australie \| KO \| 1 \| 3:00 \| \| 7 mai 2016 \| Victoire \| Brad Ridell \| Glory of Heroes 2 \| Shenzhen, China \| décision \| 3 \| 3:00 \| \| 9 avril 2016 \| Victoire \| Djibril Ehouo \| Partouche Kickboxing Final \| France \| KO \| 2 \| 3:00 \| \| Gagne le A1 WGP Part 1 Tournament Championship -75,0 kg. \| \| \| \| \| \| \| \| \| 9 avril 2016 \| Victoire \| Ben Hodge \| Partouche Kickboxing Semi Finals \| France \| décision \| 3 \| 3:00 \| \| 12 mars 2016 \| Victoire \| Murthel Groenhart \| Glory 28: Paris \| Paris, France \| décision (unanime) \| 3 \| 3:00 \| \| 23 janvier 2016 \| Défaite \| Fang Bian \| Wu Lin Feng \| Shanghai, Chine \| décision \| 4 \| 3:00 \| \| 16 janvier 2016 \| Victoire \| Mamba Cauwerbergh \| Full Contact: Challenge TTT \| France \| KO \| 2 \| 3:00 \| \| 14 novembre 2015 \| Victoire \| Mohamed Mafoud \| La Nuit des Champions 2015 \| Marseille, France \| KO \| 3 \| 3:00 \| \| 31 octobre 2015 \| Victoire \| Ricardo Cabral \| Knock Out Championship \| France \| décision (unanime) \| 3 \| 3:00 \| \| 15 octobre 2015 \| Victoire \| Vedat Hoduk \| A1 World Grand Prix K-1 rules -75 kg Final \| France \| décision (unanime) \| 4 \| 3:00 \| \| Gagne le A1 World Grand Prix K-1 rules -75kg 4 Man Tournament (75 kg). \| \| \| \| \| \| \| \| \| 15 octobre 2015 \| Victoire \| Djibril Ehouo \| A1 World Grand Prix K-1 rules -75 kg Semi Finals \| France \| KO \| 1 \| 3:00 \| \| 5 juin 2015 \| Défaite \| Yoann Kongolo \| Glory 22: Lille \| Lille, France \| décision (unanime) \| 3 \| 3:00 \| \| 22 mai 2015 \| Victoire \| Bakari Tounkara \| Partouche Kickboxing Tour - Etape 2 Final \| France \| KO \| 1 \| 3:00 \| \| Partouche Kickboxing Tour - Etape 2 Victoirener (75 kg). \| \| \| \| \| \| \| \| \| 22 mai 2015 \| Victoire \| Jimmy Iftene \| Partouche Kickboxing Tour - Etape 2 Semi Finals \| France \| KO \| 1 \| 3:00 \| \| 23 octobre 2014 \| Défaite \| Yohan Lidon \| A1 Grand Prix Tournament, final \| Lyon, France \| décision \| 3 \| 3:00 \| \| 23 octobre 2014 \| Victoire \| Yuri Bessmertny \| A1 WCC Lyon, Semi Finals \| Lyon, France \| TKO (cut) \| 3 \| 3:00 \| \| 27 septembre 2014 \| Défaite \| Yoann Kongolo \| Jurafight \| Delémont, Switzerland \| décision (unanime) \| 5 \| 3:00 \| \| 5 juin 2016 \| Egalité \| Vedat Hoduk \| Mionnay \| France \| décision \| 3 \| 3:00 \| \| 4 mai 2014 \| Défaite \| Raphaël Mebenga \| WICKED ONE Tournament 5 Semi Final 80-kg \| Paris, France \| décision (unanime) \| 3 \| 3:00 \| \| 4 mai 2014 \| Victoire \| Yacine Haddad \| WICKED ONE Tournament 5 Quarter Final 80-kg \| Paris, France \| TKO (Referee Stoppage) \| 1 \| 3:00 \| \| 26 avril 2014 \| Victoire \| Kamel Mezatni \| Tournoi du Dragon 8 \| France \| KO \| 1 \| 3:00 \| \| 1er mars 2014 \| Victoire \| Tomas Gut \| Nitrianska noc bojovníkov 2014 \| Slovaquie \| KO \| 2 \| 3:00 \| \| Gagne le World Kickboxing Association World Title (75 kg). \| \| \| \| \| \| \| \| \| 14 décembre 2013 \| Victoire \| Patrick Madisse \| Les Guerriers du Ring \| France \| décision \| 3 \| 3:00 \| \| 25 mai 2013 \| Victoire \| Josh Granet \| Boxing Factory Trophy 2013 \| France \| KO \| 3 \| 3:00 \| |          |                          |                                                  |                                |                        |       |       |
| Légende : Victoire Défaite Egalité /No contest Notes |          |                          |                                                  |                                |                        |       |       |
| Date | Résultat | Adversaire               | Evènement                                        | Lieu                           | méthode                | Round | Temps |
| 30 janvier 2021 | Victoire | Murthel Groenhart        | Glory 77                                         | Pays-Bas                       | KO                     | 2     |       |
| Conserve le Glory Welterweight Championship. |          |                          |                                                  |                                |                        |       |       |
| 19 décembre 2020 | Victoire | Karim Ghajji             | Glory 76                                         | Pays-Bas                       | KO                     | 3     |       |
| Conserve le Glory Welterweight Championship. |          |                          |                                                  |                                |                        |       |       |
| 22 juin 2019 | Victoire | Alim Nabiev              | Glory 66: Paris                                  | Paris, France                  | KO(Right Cross)        | 2     | 2:48  |
| Conserve le Glory Welterweight Championship. |          |                          |                                                  |                                |                        |       |       |
| 9 mars 2019 | Victoire | Harut Grigorian          | Glory 64: Strasbourg                             | Strasbourg, France             | TKO (3 Knockdowns)     | 2     | 2:59  |
| Remporte le Glory Welterweight Championship. |          |                          |                                                  |                                |                        |       |       |
| 20 octobre 2018 | Victoire | Jimmy Vienot             | Glory 60: Lyon                                   | Lyon                           | décision (unanime)     | 3     | 3:00  |
| 20 juillet 2018 | Victoire | Alan Scheinson           | Glory 55: New York                               | New York                       | TKO (Referee Stoppage) | 2     | 1:38  |
| 12 mai 2018 | Victoire | Thongchai Sitsongpeenong | Glory 53: Lille                                  | Lille, France                  | KO (Overhand Right)    | 1     | 0:33  |
| 3 mars 2018 | Défaite  | Alim Nabiev              | Glory 51: Rotterdam                              | Rotterdam, Pays-Bas            | décision               | 3     | 3:00  |
| 28 octobre 2017 | Victoire | Yohan Lidon              | Glory 47: Lyon                                   | Lyon, France                   | décision (unanime)     | 3     | 3:00  |
| 26 août 2017 | Défaite  | Murthel Groenhart        | Glory 44: Chicago                                | Hoffman Estates, Illinois, USA | décision               | 5     | 3:00  |
| Perd le Glory Welterweight Championship. |          |                          |                                                  |                                |                        |       |       |
| 10 juin 2017 | Victoire | Nieky Holzken            | Glory 42: Paris                                  | Paris, France                  | décision               | 5     | 3:00  |
| Conserve le Glory Welterweight Championship. |          |                          |                                                  |                                |                        |       |       |
| 25 mars 2017 | Victoire | Yoann Kongolo            | Glory 39: Brussels                               | Bruxelles, Belgique            | décision (unanime)     | 5     | 3:00  |
| Conserve le Glory Welterweight Championship. |          |                          |                                                  |                                |                        |       |       |
| 10 décembre 2016 | Victoire | Nieky Holzken            | Glory: Collision                                 | Oberhausen, Allemagne          | décision               | 5     | 3:00  |
| Gagne le Glory Welterweight Championship. |          |                          |                                                  |                                |                        |       |       |
| 13 octobre 2016 | Victoire | Vedat Hoduk              | Partouche Kickboxing Tour 2016 - Final           | France                         | KO                     | 3     |       |
| Gagne le A1 WGP Final Tournament Champion -75,0 kg. |          |                          |                                                  |                                |                        |       |       |
| 13 octobre 2016 | Victoire | Said Zahdi               | Partouche Kickboxing Tour 2016 - Final           | France                         | décision               | 3     | 3:00  |
| 6 août 2016 | Victoire | Chen Yawei               | Glory of Heroes 4                                | Changzhi, China                | TKO (Right Hook)       | 1     | 3:00  |
| 24 juin 2016 | Victoire | Ljubo Jalovi             | Monte Carlo Fighting Masters series              | Maroc                          | décision               | 5     | 3:00  |
| Gagne le WAKO Pro World K-1 Rules Middleweight Title -75,0 kg. |          |                          |                                                  |                                |                        |       |       |
| 27 mai 2016 | Victoire | Maseh Nuristani          | Prize Fighter                                    | Australie                      | KO                     | 1     | 3:00  |
| 7 mai 2016 | Victoire | Brad Ridell              | Glory of Heroes 2                                | Shenzhen, China                | décision               | 3     | 3:00  |
| 9 avril 2016 | Victoire | Djibril Ehouo            | Partouche Kickboxing Final                       | France                         | KO                     | 2     | 3:00  |
| Gagne le A1 WGP Part 1 Tournament Championship -75,0 kg. |          |                          |                                                  |                                |                        |       |       |
| 9 avril 2016 | Victoire | Ben Hodge                | Partouche Kickboxing Semi Finals                 | France                         | décision               | 3     | 3:00  |
| 12 mars 2016 | Victoire | Murthel Groenhart        | Glory 28: Paris                                  | Paris, France                  | décision (unanime)     | 3     | 3:00  |
| 23 janvier 2016 | Défaite  | Fang Bian                | Wu Lin Feng                                      | Shanghai, Chine                | décision               | 4     | 3:00  |
| 16 janvier 2016 | Victoire | Mamba Cauwerbergh        | Full Contact: Challenge TTT                      | France                         | KO                     | 2     | 3:00  |
| 14 novembre 2015 | Victoire | Mohamed Mafoud           | La Nuit des Champions 2015                       | Marseille, France              | KO                     | 3     | 3:00  |
| 31 octobre 2015 | Victoire | Ricardo Cabral           | Knock Out Championship                           | France                         | décision (unanime)     | 3     | 3:00  |
| 15 octobre 2015 | Victoire | Vedat Hoduk              | A1 World Grand Prix K-1 rules -75 kg Final       | France                         | décision (unanime)     | 4     | 3:00  |
| Gagne le A1 World Grand Prix K-1 rules -75kg 4 Man Tournament (75 kg). |          |                          |                                                  |                                |                        |       |       |
| 15 octobre 2015 | Victoire | Djibril Ehouo            | A1 World Grand Prix K-1 rules -75 kg Semi Finals | France                         | KO                     | 1     | 3:00  |
| 5 juin 2015 | Défaite  | Yoann Kongolo            | Glory 22: Lille                                  | Lille, France                  | décision (unanime)     | 3     | 3:00  |
| 22 mai 2015 | Victoire | Bakari Tounkara          | Partouche Kickboxing Tour - Etape 2 Final        | France                         | KO                     | 1     | 3:00  |
| Partouche Kickboxing Tour - Etape 2 Victoirener (75 kg). |          |                          |                                                  |                                |                        |       |       |
| 22 mai 2015 | Victoire | Jimmy Iftene             | Partouche Kickboxing Tour - Etape 2 Semi Finals  | France                         | KO                     | 1     | 3:00  |
| 23 octobre 2014 | Défaite  | Yohan Lidon              | A1 Grand Prix Tournament, final                  | Lyon, France                   | décision               | 3     | 3:00  |
| 23 octobre 2014 | Victoire | Yuri Bessmertny          | A1 WCC Lyon, Semi Finals                         | Lyon, France                   | TKO (cut)              | 3     | 3:00  |
| 27 septembre 2014 | Défaite  | Yoann Kongolo            | Jurafight                                        | Delémont, Switzerland          | décision (unanime)     | 5     | 3:00  |
| 5 juin 2016 | Egalité  | Vedat Hoduk              | Mionnay                                          | France                         | décision               | 3     | 3:00  |
| 4 mai 2014 | Défaite  | Raphaël Mebenga          | WICKED ONE Tournament 5 Semi Final 80-kg         | Paris, France                  | décision (unanime)     | 3     | 3:00  |
| 4 mai 2014 | Victoire | Yacine Haddad            | WICKED ONE Tournament 5 Quarter Final 80-kg      | Paris, France                  | TKO (Referee Stoppage) | 1     | 3:00  |
| 26 avril 2014 | Victoire | Kamel Mezatni            | Tournoi du Dragon 8                              | France                         | KO                     | 1     | 3:00  |
| 1er mars 2014 | Victoire | Tomas Gut                | Nitrianska noc bojovníkov 2014                   | Slovaquie                      | KO                     | 2     | 3:00  |
| Gagne le World Kickboxing Association World Title (75 kg). |          |                          |                                                  |                                |                        |       |       |
| 14 décembre 2013 | Victoire | Patrick Madisse          | Les Guerriers du Ring                            | France                         | décision               | 3     | 3:00  |
| 25 mai 2013 | Victoire | Josh Granet              | Boxing Factory Trophy 2013                       | France                         | KO                     | 3     | 3:00  |

## Palmarès en arts martiaux mixtes
| 7 combats      | 6 victoires | 1 défaites |
| Par KO         | 6           | 1          |
| Par soumission | 0           | 0          |
| Sur décision   | 0           | 0          |

| Résultat | Record | Adversaire                    | Méthode                  | Événement                      | Date              | Round | Temps | Lieu                       | Notes                                                                                                |
| -------- | ------ | ----------------------------- | ------------------------ | ------------------------------ | ----------------- | ----- | ----- | -------------------------- | --- |
| Victoire | 6-1    | Jaleel Willis                 | TKO (coups de poing)     | Bellator Champions Series 2024 | 17 mai 2024       | 1     | 3:33  | Paris, France              | |
| Défaite  | 5-1    | Baïssangour Chamsoudinov      | TKO (arrêt de l’arbitre) | PFL Europe Paris               | 7 mars 2024       | 3     | 1:21  | Paris, France              | Cédric Doumbè se plaint d’une écharde dans l’orteil, l’arbitre décide alors de mettre fin au combat. |
| Victoire | 5-0    | Jordan Zébo                   | KO (coups de poing)      | PFL Europe Paris               | 30 septembre 2023 | 1     | 0:09  | Paris, France              | KO le plus rapide de l’histoire du PFL.                                                              |
| Victoire | 4-0    | Paweł Klimas                  | TKO (coups de poing)     | MMA GP Paris                   | 5 mars 2023       | 2     | 2:55  | Paris, France              | |
| Victoire | 3-0    | Florent Burillon              | TKO (coups de poing)     | MMA GP Bordeaux                | 17 décembre 2022  | 1     | 4:27  | Bordeaux, France           | Combat en poids intermédiaire à 80 kg (176 lb). Doumbé échoue à la pesée.                            |
| Victoire | 2-0    | Phruethukorn Chaichongcharden | TKO (arrêt du médecin)   | MMA GP : Fight of Fame         | 9 juillet 2022    | 2     | 5:00  | Paris, France              | |
| Victoire | 1-0    | Arbi Emiev                    | TKO (coups de poing)     | Superkombat Universe           | 1er novembre 2021 | 1     | 4:40  | Dubaï, Émirats arabes unis | Début en poids mi-moyens (77 kg).                                                                    |